# ジャック・マーダー
ジャック・アンドリュー・マーダー（Jack Andrew Marder, 1990年2月21日 - ）はアメリカ合衆国カリフォルニア州カラバラス出身のプロ野球選手(捕手、内野手)。右投右打。現在は、MLBのシアトル・マリナーズの傘下に所属している

## 経歴
2009年のMLBドラフトでニューベリーパーク高校からアリゾナ・ダイヤモンドバックスよりアマチュア30巡目指名されたが入団しなかった。
2011年のMLBドラフトでオレゴン大学からシアトル・マリナーズよりアマチュア16巡目指名され入団。
2012年に、第3回WBC予選のイスラエル代表に選出された。